# Luis Andrés Edo
Luís Andrés Edo (7 de novembre de 1925 - 14 de febrer de 2009) va ser un historiador i militant del moviment anarcosindicalista espanyol de la CNT.

## Primers anys
Nascut a Casp, on era fill d'un guàrdia civil i de família tradicional catòlica, es va traslladar aviat per Barcelona i va ser educat a l'Escola Nova Unificada, on va viure l'onada revolucionària contra el cop d'estat del 18 de juliol de Franco i també les privacions i bombardeigs de la Guerra Civil.

## Activisme durant la dictadura
Edo passar molts anys a la presó o a l'exili durant el franquisme. El seu primer empresonament va ser al castell de Figueres el 1947 després de negar-se a fer el servei militar, va escapar a França i va ser detingut l'any següent en el seu retorn clandestí al país. Va tornar a escapar i es va exiliar.
En la seva creació després de la reunificació congrés de 1961, va formar part de la Defensa Interior de la CNT, creada per practicar la lluita armada contra el règim franquista. El 28 d'octubre de 1966 fou detingut amb quatre militants més del Grupo Primero de Mayo acusats del segrest del cap de les forces armades dels Estats Units a Espanya, Norman C. Gillette, i de planejar el segrest del president argentí exiliat a Espanya Juan Domingo Perón. El 4 de juliol de 1967 fou condemnat a nou anys de presó. Fou confinat a les presons de Carabanchel, Sòria i Segòvia on va escriure La corriente. En aquell temps va conèixer altres presoners antifranquistes com Stuart Christie Després d'una breu estada a París (1972-1974) va tornar a Espanya, però va ser novament detingut l'1 de maig de 1974, i va romandre a la presó fins a l'amnistia de 1976. Mentre estava a la presó va idear un sistema per mantenir als presoners informats de les notícies i organitzar protestes i accions de solidaritat.

## Últims anys
Després de la restauració de la democràcia, el 26 de febrer de 1976 es va refundar la CNT a Catalunya amb Edo en el Comitè Regional. Va treballar com a Secretari General i Director del diari Solidaridad Obrera. Posteriorment Edo va treballar en la transmissió de coneixements de la història i els mètodes del moviment llibertari espanyol. Va ser considerat com un vincle vital amb la CNT prefranquista i va morir d'un atac de cor el 14 de febrer del 2009.

## Obres publicades
- La Corriente.  la Fundació d'Estudis Llibertaris i Anarcosindicalistes.
- La CNT en la encrucijada. Aventuras de un heterodoxo, 2006. ISBN 84-96495-14-0.